# 주영환 (1882년)
주영환(朱榮煥, 일본식 이름: 本城秀通혼조 히데미치, 1882년 5월 22일 ~ 1947년 10월 17일)은 일제강점기의 관료로, 본적은 서울특별시 종로구 내수동이다.

## 생애
1900년 4월 관립일어학교를 졸업했으며 1901년 4월 관립외국어학교 부교관, 1905년 2월 중학교 교관, 1906년 9월 관립한성고등학교 교관으로 각각 임명되었다. 1908년 1월 관립한성고등학교 교수, 1911년 7월 성균관 강사로 근무했고 1911년 12월 6일 경기도 이천군수로 임명되었다.
1912년 8월 1일 일본 정부로부터 한국병합기념장을 받았으며 1914년 경기도 용인군수(1914년 3월 1일 임명), 1919년 경기도 진위군수(1919년 12월 1일 임명), 1923년 경기도 양주군수(1923년 3월 30일 임명), 1927년 경기도 고양군수(1927년 2월 16일 임명)를 차례로 역임했다. 1915년 11월 10일 일본 정부로부터 다이쇼대례기념장, 1920년 7월 31일 훈6등 서보장을 받았고 1925년 7월 29일 훈5등 서보장, 1928년 11월 16일 쇼와대례기념장을 받았다.
1930년 9월 3일 충청남도 참여관, 1935년 3월 30일 경상남도 참여관 겸 산업부장으로 임명되었으며 1934년 4월 충남국방의회연합회 부회장을 역임했다. 1931년 7월 1일 일본 정부로부터 훈4등 서보장을 받았고 1935년 10월 조선총독부 시정 25주년 기념표창을 받았다. 1936년 5월 21일부터 1937년 10월 27일까지 평안남도 참여관을 역임했다.
1937년 10월 27일부터 1945년 8월 광복 때까지 조선총독부 중추원 참의를 역임했으며 1937년 11월 22일 정4위에 서위되었다. 1939년 11월 조선유도연합회 평의원을 역임했고 1941년 9월 조선임전보국단 발기인으로 참여했다. 친일파 708인 명단의 중추원 부문, 조선총독부 사무관 부문, 도 참여관 부문, 민족문제연구소의 친일인명사전 수록자 명단의 중추원 부문, 관료 부문, 친일반민족행위진상규명위원회가 발표한 친일반민족행위 705인 명단에 포함되었다.

## 참고자료
- 친일반민족행위진상규명위원회 (2009). 〈주영환〉. 《친일반민족행위진상규명 보고서 Ⅳ-17》. 서울. 362~377쪽.